# Вид із вікна в Ле Гра

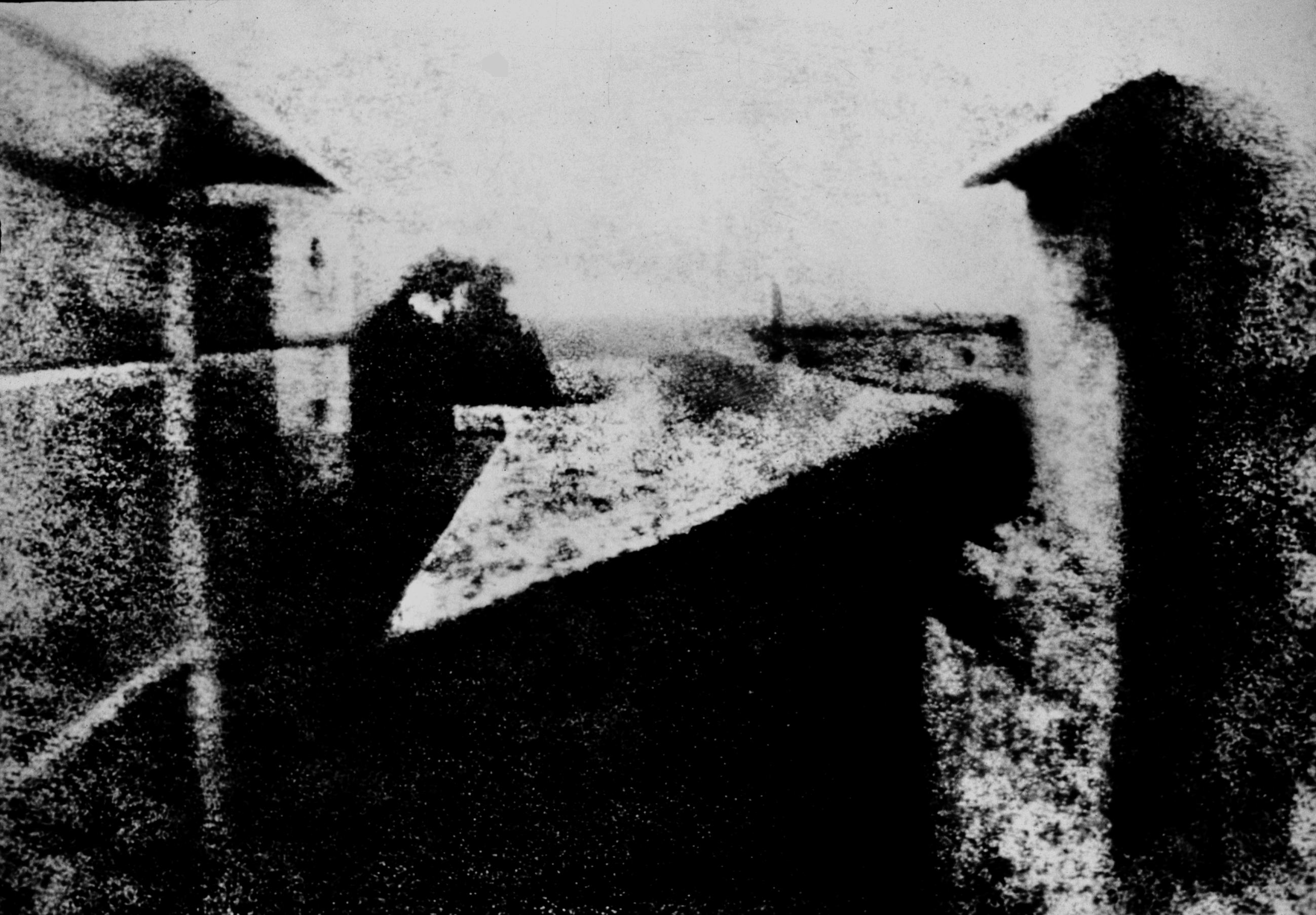
Геліогравюра «Вид із вікна в Ле Гра», віддрукована з літографічного кліше

46°43′37″ пн. ш. 4°51′26″ сх. д. / 46.7269° пн. ш. 4.85722° сх. д.
«Вид з вікна в Ле Гра» (фр. Point de vue du Gras) — найперша геліогравюра, що дійшла до наших днів, вважається першою в світі фотокарткою, знятою з натури. Створена французьким винахідником Жозефом Нісефором Ньєпсом в 1826 році (за іншим даними, в 1827 році) на пластинці, вкритою шаром бітуму. Технологія геліографії розроблена Ньєпсом вже на початку 1820-х років, однак спочатку використовувалася тільки для тиражування рисунків контактним способом, а більш ранні зображення, зняті за допомогою камери-обскури, не збереглися.

## Створення

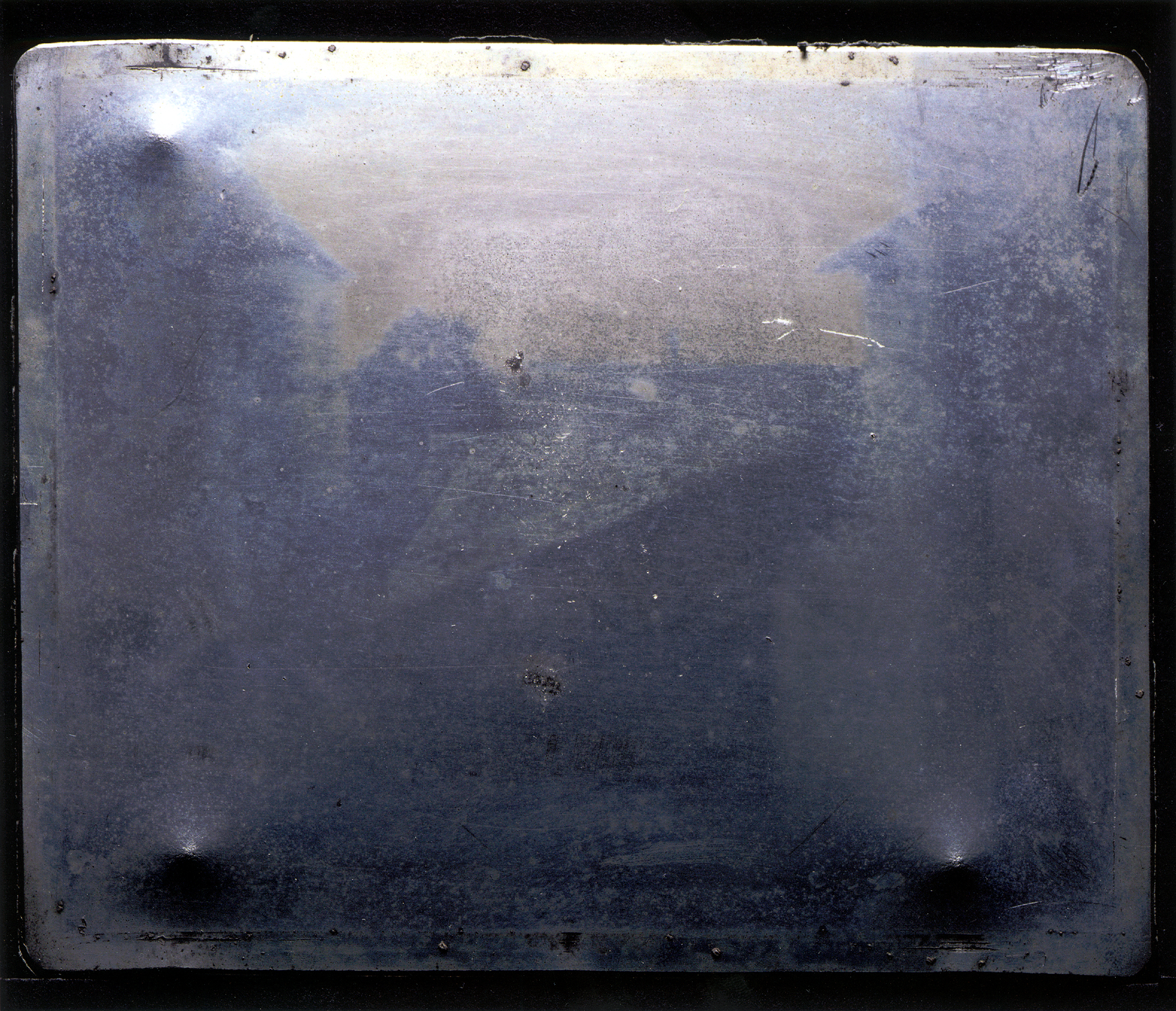
Кліше, отримане Ньепсом у 1826 році в камері-обскурі

Ньєпс отримав цей знімок, проекспонувавши в камері-обскурі пластинку з п'ютера розміром 16,2×20,2 сантиметрів, покриту сирійським асфальтом (бітумом). Через низьку чутливість експозиція тривала не менше 8 годин при яскравому сонячному світлі. Про це свідчить освітлення протилежних стін будівель, можливе тільки при добовому переміщенні Сонця протягом цього часу. Згідно з більш сучасними дослідженнями, експозиція могла тривати кілька діб. З усіх геліогравюр, створених Ньепсом, ця єдина, отримана за допомогою камери-обскури. Всі інші, демонстровані ним для ілюстрації свого винаходу, представляли собою контактні копії малюнків.
Технологія Ньєпса мало схожа на сучасну аналогову фотографію й більш близька до друкарських фотомеханічних процесів. Шар бітуму, частково полімеризований під дією світла, погано розчиняється в суміші лавандової олії і вайт-спіриту, в якій платівка оброблялася після експозиції. Навпаки, бітум неекспонованих ділянок змивається цією сумішшю, оголюючи поверхню пластинки, яка потім протравлюється кислотою. Обробка закінчувалася зняттям залишків бітуму за допомогою спирту і промиванням. Протравлені неекспоновані ділянки поверхні змінювали свою структуру, набуваючи здатність утримувати друкарську фарбу, якою і робились відбитки на папері. Поверхня отриманого таким способом кліше виглядає майже однорідною, лише незначно змінюючи ступінь відбиття світла на протравлених ділянках. Тепер оригінал знімка знаходиться в Дослідницькому центрі Гаррі Ренсома в місті Остін, штат Техас. Він поміщений в спеціальний кейс, наповнений безкисневою газовою сумішшю, що уповільнює старіння.
Широко відома фотографія являє собою друкарський відбиток з кліше і зображує вид з вікна майстерні Ньєпса в маєтку Гра, розташованому в містечку Сен-Лу-де-Варенн (фр. Saint-Loup-de-Varennes) французької провінції Бургундія. Низька якість заважає розглянути деталі, тим не менш, можна побачити дві стіни і похилий дах якогось будинку. На дальньому плані помітні дерево і ще один будинок з чітко видимими вікнами. У 2003 році журнал «Life» вніс цей знімок в список «100 фотографій, що змінили світ».

## Науковий аналіз та консервація
Під час проєкту з дослідження та консервації у 2002-2003 роках науковці Інституту консервації Гетті дослідили фотографію за допомогою рентгенівської флуоресцентної спектроскопії, інфрачервоної спектроскопії з перетворенням Фур'є та інших методів. Вони підтвердили, що зображення складається з бітуму, а металева пластина — з олова (олово, леговане свинцем, а також сліди заліза, міді та нікелю). Інститут також спроєктував і побудував складну систему вітрин, в якій артефакт знаходиться в постійно контрольованому, стабілізованому, безкисневому середовищі. 
У 2007 році вчені з Лувру опублікували аналіз фотографії за допомогою іонно-променевого аналізу з даними, отриманими на їхньому електростатичному прискорювачі потужністю 2 МВ. Це показало деталі процесу окислення, який роз'їдав зображення. 